# Khaneqah (Afeganistão)
Khaneqah é uma cidade do Afeganistão, localizada na província de Balkh.